# 黄球花
黄球花（学名：Strobilanthes chinensis）是爵床科紫云菜属的植物。分布在老挝、柬埔寨、越南以及中国大陆的广西、广东、海南等地，生长于海拔400米至900米的地区，多生于沟边以及潮湿的山谷，目前尚未由人工引种栽培。

## 别名
半柱花（中国高等植物图鉴）